# Президентские выборы в Румынии (2025)
Повторные президентские выборы в Румынии состоялись в мае 2025 года. Очередные выборы прошли в 2024 году, но после аннулирования их результатов Конституционным судом Румынии из-за подозрений в вероятном иностранном вмешательстве, правительство Румынии объявило новые выборы в мае 2025 года. В первом туре выборов, который прошёл 4 мая 2025 года, наибольшее число голосов (41%) набрал крайне правый кандидат Симион; во втором туре выборов, который прошёл 18 мая 2025 года, набрал 54 % голосов и одержал победу примар Бухареста Никушор Дан.

## Процедура
Согласно статье 83 Конституции Румынии, «срок полномочий президента Румынии составляет пять лет», но только два срока. Глава государства избирается путём равного и прямого всеобщего тайного голосования. Не может выдвигаться на третий срок, однако его действующий срок может продлеваться в условиях чрезвычайного или военного положения в государстве.
Постоянный избирательный орган (ПИО) — это румынское агентство, которое управляет избирательной инфраструктурой в период между выборами. Во время самих выборов образуется Центральное избирательное бюро (ЦИБ), специально создаваемое для каждых выборов. На президентских выборах ЦИБ состоит из пяти судей Высшего кассационного суда и правосудия Румынии, председателя и заместителей председателя ПИО и до 10 представителей политических партий.

## Предыстория

### Отмена результатов выборов 2024 года
Президентские выборы в Румынии состоялись 24 ноября 2024 года. Второй тур ожидался 8 декабря, поскольку ни один из кандидатов не набрал абсолютного большинства в первом туре, а следующие президентские выборы должны были состояться в конце 2029 года, однако 6 декабря Конституционный суд аннулировал итоги первого тура, поскольку выяснилось, что Джорджеску получил около 1 000 000 евро незаконного финансирования.

### Отставка Клауса Йоханниса
После отмены итогов выборов в декабре 2024 года Конституционный суд разрешил Йоханнису оставаться президентом Румынии до избрания преемника. Однако 10 февраля 2025 года он объявил об отставке, чтобы «не создавать разделённую Румынию». Исполнять обязанности президента до выборов намерен спикер сената Илие Боложан. Отставка Йоханниса вступила в силу 12 февраля, спустя два дня после подачи оппозицией ходатайства об его отстранении.

### Дело Кэлина Джорджеску
26 февраля 2025 года Джорджеску были предъявлены обвинения в подстрекательстве к действиям, направленным против конституционного строя, распространении ложной информации в рамках избирательной кампании, инициировании или создании организации фашистского, расистского или ксенофобского толка. Следствие считает, что близкий к Джорджеску военный инструктор Хорациу Потра основал фашистскую ксенофобскую организацию, участники которой подозреваются в совершении преступлений против конституционного строя, незаконном обороте оружия, а также публичной пропаганде культа лиц, виновных в актах геноцида. Автомобиль Джорджеску остановила дорожная полиция, после чего он был доставлен в Генеральную прокуратуру. Мерой пресечения ему был избран судебный контроль на 60 дней — он остался на свободе, но ему были запрещены определенные действия.
8 марта 2025 года Конституционный суд Румынии разрешил Джорджеску участвовать в предстоящих президентских выборах, отклонив иски против его регистрации. Однако 9 марта 2025 года десять из 14 членов центральной избирательной комиссии проголосовали за отказ Джорджеску в регистрации в качестве кандидата. В официальном заявлении утверждалось, что он не выполнил необходимые условия для участия в выборах и не гарантировал, что будет защищать демократию в Румынии. После этого Джорджеску подал апелляцию в Конституционный суд. 11 марта 2025 года Конституционный суд единогласно отклонил эту апелляцию. В сообщении, опубликованном на сайте Конституционного суда говорится: «Конституционный суд постановил, что отказ зарегистрировать кандидатуру лица, которое нарушило конституционные принципы и ценности, не ведет к бессрочному лишению данного лица права быть избранным на пост президента Румынии. Эти аспекты анализируются в каждом конкретном случае отдельно и имеют определенную временную обусловленность, связанную с цикличностью выборов и оценкой уважения кандидатом фундаментальных конституционных принципов и ценностей».

## Кандидаты

### Зарегистрированные
| №  | Имя (даты жизни)                                              | Кампания | Должности | Образование и профессия                                                                    | Партия                                  | Партия                                       | Поддержка                                    | Поддержка                                          | Поддержка                                          | Поддержка                                          | Даты |
| -- | ------------------------------------------------------------- | --- | --- | ------------------------------------------------------------------------------------------ | --------------------------------------- | -------------------------------------------- | -------------------------------------------- | -------------------------------------------------- | -------------------------------------------------- | -------------------------------------------------- | --- |
| 1  | Джордже Симион род. 21 сентября 1986 (38 лет) Фокшани, Вранча | Слоган: Democrație. (Демократия.) Georgesimion.ro                                                                                            | Член Палаты депутатов (2020–н. в.) | Факультет бизнеса и администрирования, Университет Бухареста (2008) Гражданский активист   |                                         | Альянс за союз румын                         |                                              | Партия молодёжи                                    | Партия молодёжи                                    | Партия молодёжи                                    | Зарегистрирован в ЦИБ: 14 марта 2025 Утверждён ЦИБ: 15 марта 2025 |
| 2  | Крин Антонеску род. 21 сентября 1959 (65 лет) Тулча, Тулча    | Слоган: România, înainte! (Вперёд, Румыния!) Crinantonescu.ro                                                                                | Исполняющий обязанности президента (2012) Министр молодёжи и спорта (1997–2000) Председатель Сената Румынии (2012–2014) Сенатор (2008–2016) Член Палаты депутатов (1992–2008)                                                                                  | Университет Бухареста Учитель истории, куратор музея                                       |                                         | Независимый                                  |                                              | Избирательный альянс «Румыния вперёд»              |                                                    | Социал-демократическая партия                      | Поддержан Социал-демократической партией, Национальной либеральной партией и Демократическим союзом венгров Румынии: 24 декабря 2024 Объявлено о самоостановке кампании: 4 января 2025 Утверждён как кандидат от Национальной либеральной партией: 26 января 2025 Утверждён как кандидат от Демократического союза венгров Румынии: 29 января 2025 Утверждён как кандидат от Социал-демократической партией: 2 февраля 2025 Зарегистрирован в ЦИБ: 9 марта 2025 Утверждён ЦИБ: 11 марта 2025 Конституционный суд подтвердил валидацию ЦИБ: 11 марта 2025 |
| 2  | Крин Антонеску род. 21 сентября 1959 (65 лет) Тулча, Тулча    | Слоган: România, înainte! (Вперёд, Румыния!) Crinantonescu.ro                                                                                | Исполняющий обязанности президента (2012) Министр молодёжи и спорта (1997–2000) Председатель Сената Румынии (2012–2014) Сенатор (2008–2016) Член Палаты депутатов (1992–2008)                                                                                  | Университет Бухареста Учитель истории, куратор музея                                       | Национальная либеральная партия         | Независимый                                  |                                              | Избирательный альянс «Румыния вперёд»              |                                                    |                                                    | Поддержан Социал-демократической партией, Национальной либеральной партией и Демократическим союзом венгров Румынии: 24 декабря 2024 Объявлено о самоостановке кампании: 4 января 2025 Утверждён как кандидат от Национальной либеральной партией: 26 января 2025 Утверждён как кандидат от Демократического союза венгров Румынии: 29 января 2025 Утверждён как кандидат от Социал-демократической партией: 2 февраля 2025 Зарегистрирован в ЦИБ: 9 марта 2025 Утверждён ЦИБ: 11 марта 2025 Конституционный суд подтвердил валидацию ЦИБ: 11 марта 2025 |
| 2  | Крин Антонеску род. 21 сентября 1959 (65 лет) Тулча, Тулча    | Слоган: România, înainte! (Вперёд, Румыния!) Crinantonescu.ro                                                                                | Исполняющий обязанности президента (2012) Министр молодёжи и спорта (1997–2000) Председатель Сената Румынии (2012–2014) Сенатор (2008–2016) Член Палаты депутатов (1992–2008)                                                                                  | Университет Бухареста Учитель истории, куратор музея                                       | Демократический союз венгров Румынии    | Независимый                                  |                                              | Избирательный альянс «Румыния вперёд»              |                                                    |                                                    | Поддержан Социал-демократической партией, Национальной либеральной партией и Демократическим союзом венгров Румынии: 24 декабря 2024 Объявлено о самоостановке кампании: 4 января 2025 Утверждён как кандидат от Национальной либеральной партией: 26 января 2025 Утверждён как кандидат от Демократического союза венгров Румынии: 29 января 2025 Утверждён как кандидат от Социал-демократической партией: 2 февраля 2025 Зарегистрирован в ЦИБ: 9 марта 2025 Утверждён ЦИБ: 11 марта 2025 Конституционный суд подтвердил валидацию ЦИБ: 11 марта 2025 |
| 2  | Крин Антонеску род. 21 сентября 1959 (65 лет) Тулча, Тулча    | Слоган: România, înainte! (Вперёд, Румыния!) Crinantonescu.ro                                                                                | Исполняющий обязанности президента (2012) Министр молодёжи и спорта (1997–2000) Председатель Сената Румынии (2012–2014) Сенатор (2008–2016) Член Палаты депутатов (1992–2008)                                                                                  | Университет Бухареста Учитель истории, куратор музея                                       | Этнические меньшинства                  | Независимый                                  |                                              |                                                    |                                                    |                                                    | Поддержан Социал-демократической партией, Национальной либеральной партией и Демократическим союзом венгров Румынии: 24 декабря 2024 Объявлено о самоостановке кампании: 4 января 2025 Утверждён как кандидат от Национальной либеральной партией: 26 января 2025 Утверждён как кандидат от Демократического союза венгров Румынии: 29 января 2025 Утверждён как кандидат от Социал-демократической партией: 2 февраля 2025 Зарегистрирован в ЦИБ: 9 марта 2025 Утверждён ЦИБ: 11 марта 2025 Конституционный суд подтвердил валидацию ЦИБ: 11 марта 2025 |
| 3  | Елена Ласкони род. 20 апреля 1972 (53 года) Хацег, Хунедоара  | Слоган: Am curaj să fac dreptate! (У меня есть смелость восстановить справедливость!) Elenalasconi.ro                                        | Мэр Кымпулунга (2020–н. в.) | Экономическая академия Бухареста (2001) Экономист, журналист                               |                                         | Союз спасения Румынии                        | Союз спасения Румынии                        | Союз спасения Румынии                              | Союз спасения Румынии                              | Союз спасения Румынии                              | Объявлена кандидатом от Союза спасения Румынии: 10 января 2025 Зарегистрирована в ЦИБ: 13 марта 2025 Утверждена ЦИБ: 15 марта 2025 |
| 4  | Кристиан Терхеш род. 4 декабря 1978 (46 лет) Залэу, Сэлаж     | Слоган: Credincios națiunii române (Верный румынскому народу)                                                                                | Член Европейского парламента (2019–н. в.) | Университет Бабеша — Бойяи (2000) Греко-католический священник                             |                                         | Румынская национальная консервативная партия | Румынская национальная консервативная партия | Румынская национальная консервативная партия       | Румынская национальная консервативная партия       | Румынская национальная консервативная партия       | Зарегистрирован в ЦИБ: 13 марта 2025 Утверждён ЦИБ: 15 марта 2025 |
| 5  | Лавиния Шандру род. 6 февраля 1975 (50 лет) Деж, Клуж         | Слоган: România Reală (Настоящая Румыния) | Член Палаты депутатов (2004–2008) | Университет искусств Тыргу-Муреш Журналист                                                 |                                         | Социал-либеральная гуманистическая партия    | Социал-либеральная гуманистическая партия    | Социал-либеральная гуманистическая партия          | Социал-либеральная гуманистическая партия          | Социал-либеральная гуманистическая партия          | Зарегистрирована в ЦИБ: 14 марта 2025 Утверждена ЦИБ: 15 марта 2025 |
| 6  | Виктор Понта род. 20 сентября 1972 (52 года) Бухарест, Илфов  | Слоган: România pe primul loc (Румыния прежде всего!) Victorponta.ro                                                                         | Премьер-министр Румынии (2012–2015) Член Палаты депутатов (2004–2020, 2024–н. в.) Министр по парламентским связям (2008–2009) Министр-делегат по контролю за реализацией международных грантовых программ и мониторингу применения Acquis Communautaire (2004) | Университет Бухареста, Национальный университет обороны имени Кароля I Прокурор            |                                         | Независимый                                  |                                              | ПРО Румыния                                        | ПРО Румыния                                        | ПРО Румыния                                        | Выразил интерес: 19 января 2025 Объявлен сбор подписей в поддержку: 5 февраля 2025 Анонсировал выдвижение: 19 февраля 2025 Запустил кампанию: 6 марта 2025 Зарегистрирован в ЦИБ: 12 марта 2025 Утверждён ЦИБ: 14 марта 2025 |
| 7  | Себастьян Попеску род. 12 февраля 1982 (43 года) Балш, Олт    | н/д | Кандидат на президентских выборах 2024 года от партии «Новая Румыния» | Банатский университет сельскохозяйственных наук и ветеринарной медицины Ветеринар          |                                         | Новая Румыния                                | Новая Румыния                                | Новая Румыния                                      | Новая Румыния                                      | Новая Румыния                                      | Зарегистрирован в ЦИБ: 15 марта 2025 Утверждён ЦИБ: 17 марта 2025 |
| 8  | Сильвиу Предойу род. 5 августа 1958 (67 лет) Бухарест, Илфов  | Слоган: Competență. Caracter. Curaj (Компетентность. Характер. Мужество.) Silviupredoiu.ro                                                   | Исполняющий обязанности директора Службы внешней разведки Румынии (2006, 2007), Первый заместитель директора Службы внешней разведки Румынии (2005–2018) | Факультет географии-геологии, Университет Бухареста (1984) Офицер разведки                 |                                         | Партия национальной лиги действий            | Партия национальной лиги действий            | Партия национальной лиги действий                  | Партия национальной лиги действий                  | Партия национальной лиги действий                  | Зарегистрирован в ЦИБ: 15 марта 2025 Утверждён ЦИБ: 17 марта 2025 |
| 9  | Джон-Ион Бану Муссел род. 8 июля 1960 (65 лет) Роман, Нямц    | Слоган: Democrația și Civilizația trebuiesc apărate de către cetățeni (Демократия и цивилизация должны защищаться гражданами!) banumuscel.ro | Румынский политик и американский бизнесмен, член «Партии румынской нации» | Политехнический университет Бухареста Инженер-механик                                      |                                         | Независимый                                  | Независимый                                  | Независимый                                        | Независимый                                        | Независимый                                        | Зарегистрирован в ЦИБ: 14 марта 2025 Утверждён ЦИБ: 15 марта 2025 |
| 10 | Даниэль Фунериу род. 11 апреля 1971 (54 года) Арад, Арад      | Слоган: Asta-i direcția! (Вот это направление!)                                                                                              | Министр образования Румынии (2009–2012), Член Европейского парламента (2008–2009) |                                                                                            |                                         | Независимый                                  | Независимый                                  | Независимый                                        | Независимый                                        | Независимый                                        | Зарегистрирован в ЦИБ: 15 марта 2025 Утверждён ЦИБ: 17 марта 2025 |
| 11 | Никушор Дан род. 20 декабря 1969 (55 лет) Фэгэраш, Брашов     | Слоган: România onestă (Честная Румыния!) Nicusordan.ro                                                                                      | Мэр Бухареста (2020–н. в.) Член Палаты депутатов Румынии (2016–2020) Генеральный советник Бухареста (2016) | Университет Бухареста, Высшая нормальная школа, Парижский университет Профессор математики |                                         | Независимый                                  |                                              | Партия справедливости и уважения в Европе для всех | Партия справедливости и уважения в Европе для всех | Партия справедливости и уважения в Европе для всех | Анонсировал выдвижение: 16 декабря 2024 Поддержан Партией справедливости и уважения в Европе для всех: 18 декабря 2024 Поддержан Партией народного движения и Силами правых: 2 февраля 2025 Поддержан партией Обновление европейского проекта Румынии: 1 марта 2025 Зарегистрирован в ЦИБ: 7 марта 2025 Утверждён ЦИБ: 9 марта 2025 Конституционный суд подтвердил валидацию ЦИБ: 11 марта 2025 |
| 11 | Никушор Дан род. 20 декабря 1969 (55 лет) Фэгэраш, Брашов     | Слоган: România onestă (Честная Румыния!) Nicusordan.ro                                                                                      | Мэр Бухареста (2020–н. в.) Член Палаты депутатов Румынии (2016–2020) Генеральный советник Бухареста (2016) | Университет Бухареста, Высшая нормальная школа, Парижский университет Профессор математики | Партия народного движения               | Независимый                                  |                                              |                                                    |                                                    |                                                    | Анонсировал выдвижение: 16 декабря 2024 Поддержан Партией справедливости и уважения в Европе для всех: 18 декабря 2024 Поддержан Партией народного движения и Силами правых: 2 февраля 2025 Поддержан партией Обновление европейского проекта Румынии: 1 марта 2025 Зарегистрирован в ЦИБ: 7 марта 2025 Утверждён ЦИБ: 9 марта 2025 Конституционный суд подтвердил валидацию ЦИБ: 11 марта 2025 |
| 11 | Никушор Дан род. 20 декабря 1969 (55 лет) Фэгэраш, Брашов     | Слоган: România onestă (Честная Румыния!) Nicusordan.ro                                                                                      | Мэр Бухареста (2020–н. в.) Член Палаты депутатов Румынии (2016–2020) Генеральный советник Бухареста (2016) | Университет Бухареста, Высшая нормальная школа, Парижский университет Профессор математики | Силы правых                             | Независимый                                  |                                              |                                                    |                                                    |                                                    | Анонсировал выдвижение: 16 декабря 2024 Поддержан Партией справедливости и уважения в Европе для всех: 18 декабря 2024 Поддержан Партией народного движения и Силами правых: 2 февраля 2025 Поддержан партией Обновление европейского проекта Румынии: 1 марта 2025 Зарегистрирован в ЦИБ: 7 марта 2025 Утверждён ЦИБ: 9 марта 2025 Конституционный суд подтвердил валидацию ЦИБ: 11 марта 2025 |
| 11 | Никушор Дан род. 20 декабря 1969 (55 лет) Фэгэраш, Брашов     | Слоган: România onestă (Честная Румыния!) Nicusordan.ro                                                                                      | Мэр Бухареста (2020–н. в.) Член Палаты депутатов Румынии (2016–2020) Генеральный советник Бухареста (2016) | Университет Бухареста, Высшая нормальная школа, Парижский университет Профессор математики | Обновление европейского проекта Румынии | Независимый                                  |                                              |                                                    |                                                    |                                                    | Анонсировал выдвижение: 16 декабря 2024 Поддержан Партией справедливости и уважения в Европе для всех: 18 декабря 2024 Поддержан Партией народного движения и Силами правых: 2 февраля 2025 Поддержан партией Обновление европейского проекта Румынии: 1 марта 2025 Зарегистрирован в ЦИБ: 7 марта 2025 Утверждён ЦИБ: 9 марта 2025 Конституционный суд подтвердил валидацию ЦИБ: 11 марта 2025 |

### Незарегистрированные
- Петру Мындру — н/д[65].
- Мария Марку — н/д[66].
- Ион Попа — н/д[67].
- Кэлин Джорджеску — кандидат в президенты 2024 года, одержавший победу в первом туре и вышедший во второй[68].
- Мэтью Ванеа — н/д[69].
- Пол Испас — н/д[70].
- Константин Виериу — н/д[71].
- Диана Шошоакэ — сенатор Румынии и депутат Европарламента[72][73].
- Тицэ Джику-Ромео — н/д[74].
- Ремус Прикопие — бывший министр образования Румынии (2012–2014)[75].
- Оана Крету — румынская юристка и предпринимательница[76].
- Константин-Тициан Филипп — независимый кандидат[77].
- Гелу Драган — независимый кандидат[78].

### Выразили интерес, но не уложились вовремя
- Кристиан Сима — член Совета администрации Бухарестской фондовой биржи (2007).
- Ана Бирчал — бывший заместитель премьер-министра Румынии[79].
- Антон Писароглу — политический консультант.

### Отказавшиеся от участия
- Илие Боложан — исполняющий обязанности президента Румынии[80], бывший мэр Оради.
- Марчел Чолаку — лидер «Социал-демократической партии Румынии» (СДП), бывший премьер-министр Румынии[81].
- Каталин Аврамеску — профессор Бухарестского университета[82].
- Дэн Пурич — румынский актёр театра и кино, продюсер и режиссёр.
- Ана-Мария Гаврилэ — член Палаты депутатов, лидер «Партии молодёжи»[83].

## Опросы общественного мнения

### Второй тур
| Опрос провёл | Даты           | Выборка (чел.) | Никушор Дан Нез. | Джордже Симион AUR | Другие |       |       |       |      |
| ------------ | -------------- | -------------- | ---------------- | ------------------ | ------ | ----- | ----- | ----- | ---- |
| Опрос провёл | Даты           | Выборка (чел.) | AtlasIntel       | 13-15 мая 2025     | Другие | 5 628 | 48.7% | 47.8% | 3.5% |
| IRSOP        | 10-13 мая 2025 | 951            | 52%              | 48%                | —      |       |       |       |      |
| Sociopol     | 10-12 мая 2025 | 1 024          | 47%              | 53%                | —      |       |       |       |      |
| AtlasIntel   | 9-12 мая 2025  | 3 995          | 48.2%            | 48.2%              | 3.6%   |       |       |       |      |
| MKOR         | 8–14 мая 2025  | 3 357          | 34.2%            | 32%                | 33.8%  |       |       |       |      |
| CURS         | 8-11 мая 2025  | 3 042          | 48%              | 52%                | —      |       |       |       |      |
| Verifield    | 6 мая 2025     | 944            | 45.2%            | 54.8%              | —      |       |       |       |      |

### До регистрации кандидатов
| Опрос провёл   | Даты                           | Выборка (чел.) | Кэлин Джорджеску Нез.                                      | Елена Ласкони ССР | Джордже Симион АСР | Джиджи Бекали АСР | Илие Боложан НЛП | Крин Антонеску Нез. | Никушор Дан Нез. | Диана Шошоакэ С.О.С. | Даниэль Фунериу Нез. | Виктор Понта Нез. | Другие |
| -------------- | ------------------------------ | -------------- | ---------------------------------------------------------- | ----------------- | ------------------ | ----------------- | ---------------- | ------------------- | ---------------- | -------------------- | -------------------- | ----------------- | ------ |
| Опрос провёл   | Даты                           | Выборка (чел.) | Избирательный орган отклонил кандидатуру Кэлина Джорджеску |                   |                    |                   |                  |                     |                  |                      |                      |                   | Другие |
| MKOR           | 25-28 февраля 2025             | 1 100          | 44.1%                                                      | 9.4%              | 0.6%               | 1.8%              | 14.7%            | 8.9%                | 14.2%            | н/д                  | н/д                  | 4.2%              | 2.1%   |
| Verifield      | 14-28 февраля 2025             | 1 000          | 41.1%                                                      | 7.0%              | н/д                | н/д               | н/д              | 18.5%               | 12.4%            | 3.0%                 | 1.0%                 | н/д               | 17%    |
| AtlasIntel     | 21-24 февраля 2025             | 2 947          | 38.4%                                                      | 5.8%              | 0.9%               | н/д               | н/д              | 15.8%               | 25.4%            | н/д                  | н/д                  | 7.5%              | 6.2%   |
| FlashData      | 14-16 февраля 2025             | 7 500          | 37%                                                        | 9%                | н/д                | н/д               | н/д              | 17%                 | 21%              | 3%                   | 1%                   | 5%                | 1%     |
| Sociopol       | 10-14 февраля 2025             | 1 001          | 45%                                                        | 10%               | 6%                 | н/д               | н/д              | 10%                 | 10%              | 2%                   | н/д                  | 16%               | 1%     |
| Sociopol       | 10-14 февраля 2025             | 1 001          | н/д                                                        | 9%                | 24%                | н/д               | н/д              | 14%                 | 16%              | 9%                   | н/д                  | 22%               | 1%     |
| Sociopol       | 27–30 января 2025              | 1 003          | 47%                                                        | 8%                | 4%                 | н/д               | н/д              | 10%                 | 10%              | 4%                   | н/д                  | 16%               | 1%     |
| Sociopol       | 27–30 января 2025              | 1 003          | н/д                                                        | 9%                | 24%                | н/д               | н/д              | 14%                 | 16%              | 14%                  | н/д                  | 22%               | 1%     |
| CURS           | 21–25 января 2025              | 1 100          | 37%                                                        | 7%                | н/д                | н/д               | н/д              | 18%                 | 21%              | 4%                   | н/д                  | н/д               | 13%    |
| CURS           | 21–25 января 2025              | 1 100          | н/д                                                        | 13%               | 25%                | н/д               | н/д              | 23%                 | 24%              | н/д                  | н/д                  | н/д               | 15%    |
| Avangarde      | 10–16 января 2025              | 1 354          | 38%                                                        | 6%                | 6%                 | н/д               | н/д              | 25%                 | 17%              | 5%                   | н/д                  | н/д               | 3%     |
| Sociopol       | 10–15 января 2025              | 1 001          | 50%                                                        | 10%               | 6%                 | н/д               | н/д              | 8%                  | 10%              | 5%                   | н/д                  | 15%               | 1%     |
| Sociopol       | 10–15 января 2025              | 1 001          | н/д                                                        | 13%               | 35%                | н/д               | н/д              | 10%                 | 13%              | н/д                  | н/д                  | 26%               | 3%     |
| Noi, Cetățenii | 23 декабря 2024–13 января 2025 | 1 067          | 35%                                                        | 8%                | 2%                 | н/д               | н/д              | 16%                 | 25%              | 8%                   | н/д                  | 8%                | 6%     |
| Cozmin Gușă    | 28–29 декабря 2024             | н/д            | 39%                                                        | 9%                | н/д                | н/д               | н/д              | 17%                 | 14%              | 9%                   | 5%                   | н/д               | 7%     |
| Nicușor Dan    | Декабрь 2024                   | н/д            | 40%                                                        | 8%                | н/д                | н/д               | н/д              | 24%                 | 18%              | н/д                  | н/д                  | н/д               | 10%    |

## Поддержка кандидатов во втором туре

### Парламентские партии
| Партия | Партия                          | Идеология                | Первый тур      | Второй тур      |
| ------ | ------------------------------- | ------------------------ | --------------- | --------------- |
|        | Социал-демократическая партия   | Социал-демократия        | Крин Антонеску  | Нет поддержки   |
|        | Альянс за союз румын            | Правый популизм          | Джордже Симион  | Джордже Симион  |
|        | Национальная либеральная партия | Либеральный консерватизм | Крин Антонеску  | Никушор Дан     |
|        | Союз спасения Румынии           | Либерализм               | Елена Ласкони   | Никушор Дан     |
|        | С.О.С. Румыния                  | Ультранационализм        | Порча бюллетеня | Порча бюллетеня |
|        | Партия молодёжи                 | Правый популизм          | Джордже Симион  | Джордже Симион  |

## Результаты
Никушор Дан

     Крин Антонеску

     Виктор Понта

     Елена Ласкони
     Никушор Дан
| Кандидаты                                        | Кандидаты                           | Партия                                       | Первый тур | Первый тур | Второй тур | Второй тур |
| Кандидаты                                        | Кандидаты                           | Партия                                       | Голоса     | %          | Голоса     | %          |
| ------------------------------------------------ | ----------------------------------- | -------------------------------------------- | ---------- | ---------- | ---------- | ---------- |
|                                                  | Джордже Симион                      | Альянс за союз румын                         | 3 862 761  | 40,96      | 5 339 053  | 46,40      |
|                                                  | Никушор Дан                         | Независимый                                  | 1 979 767  | 20,99      | 6 168 642  | 53,60      |
|                                                  | Крин Антонеску                      | Независимый                                  | 1 892 930  | 20,07      |            |            |
|                                                  | Виктор Понта                        | Независимый                                  | 1 230 164  | 13,04      |            |            |
|                                                  | Елена Ласкони                       | Союз спасения Румынии                        | 252 721    | 2,68       |            |            |
|                                                  | Лавиния Шандру                      | Социал-либеральная гуманистическая партия    | 60 682     | 0,64       |            |            |
|                                                  | Даниэль Фунериу                     | Независимый                                  | 49 604     | 0,53       |            |            |
|                                                  | Кристиан Тержеш                     | Румынская национальная консервативная партия | 36 445     | 0,39       |            |            |
|                                                  | Себастьян Попеску                   | Новая Румыния                                | 25 994     | 0,28       |            |            |
|                                                  | Джон-Ион Бану Муссел                | Независимый                                  | 22 020     | 0,23       |            |            |
|                                                  | Сильвиу Предойу                     | Партия национальной лиги действий            | 17 186     | 0,18       |            |            |
| Всего                                            | Всего                               | Всего                                        | 9 430 274  | 100        | 11 507 695 | 100        |
| Действительных бюллетеней                        | Действительных бюллетеней           | Действительных бюллетеней                    | 9 430 274  | 98,52      |            |            |
| Недействительных/пустых бюллетеней               | Недействительных/пустых бюллетеней  | Недействительных/пустых бюллетеней           | 141 466    | 1,48       |            |            |
| Всего бюллетеней                                 | Всего бюллетеней                    | Всего бюллетеней                             | 9 571 740  | 100        | 11 507 695 | 100        |
| Зарегистрированных избирателей/Явка              | Зарегистрированных избирателей/Явка | Зарегистрированных избирателей/Явка          | 17 988 031 | 53,21      | 17 988 031 | 64,72      |
| Источник: Постоянный избирательный орган Румынии |                                     |                                              |            |            |            |            |

## Реакция

### Первый тур
После объявления результатов Марчел Чолаку объявил о своей отставке с поста премьер-министра, а также о выходе возглавляемой им «Социал-демократической партией» (СДП) из правящей коалиции. Также Чолаку уточнил, что никого не будет поддерживать из кандидатов во втором туре президентских выборов.
Победа Симиона в первом туре также имела своего рода экономические последствия: Бухарестская фондовая биржа понесла значительные убытки, а Национальный банк Румынии инвестировал более 2 млрд евро для стабилизации национальной валюты и предотвращения её обесценивания.
Лидер партии «Альянс за союз румын» Джордже Симион пообещал, что после победы во втором туре назначит Кэлина Джорджеску премьер-министром, который ранее победил на выборах 2024 года.
Экс-президент Траян Бэсеску раскритиковал румынскую диаспору за поддержку Симиона в первом туре. Он назвал отношение диаспоры к выборам «нечестным», заявив, что «своим голосованием румыны рискуют подтолкнуть Румынию к тому, чтобы „она вместе с Украиной стала буферным пространством между Россией и Европейским союзом“».
6 мая после проведения первого тура кандидат Себастьян Попеску подал заявление об аннулировании результатов выборов, мотивируя это «нарушением демократических принципов и влиянием избирателей». Он уже ранее обращался с аналогичной просьбой после проведения выборов 2024 года.
С победой Симиона в первом туре поздравил бывший премьер-министр Польши и лидер «Партии европейских консерваторов и реформистов» Матеуш Моравецкий, заместитель премьер-министра Италии Маттео Сальвини и депутат Европейского парламента от Франции Марион Марешаль.

### Второй тур
На второй день тура представитель МИД Румынии Андрей Цэрня осудил российское вмешательство в выборы. Он заявил, что вирусная кампания с фейковыми новостями в Telegram и других социальных сетях направлена на то, чтобы повлиять на избирательный процесс, что, по его словам, было ожидаемо, поскольку румынские власти доказали ложность этих новостей. Министерство иностранных дел назвало сложившуюся ситуацию тревожной, поскольку «она, по всей видимости, была создана с целью подорвать доверие граждан к демократическим институтам и процессам». Кроме того, Министерство внутренних дел Румынии заявило, что в TikTok был распространён видеоролик, в котором утверждалось, что французские военнослужащие в Румынии, дислоцированные в учебном центре НАТО «Чинку», тайно носили форму румынской жандармерии, чтобы вмешиваться во внутренние дела Румынии. Министерство назвало эту информацию ложной и «чистой дезинформацией».
Симион преждевременно объявил о своей победе на Facebook, опубликовав пост следующего содержания: «Я победил!!! Я новый президент Румынии, и я возвращаю власть румынам!». Позже он признал своё поражение на выборах, заявив: «Я хотел бы поздравить своего оппонента Никушора Дана. Он победил на выборах, это была воля румынского народа». Однако, спустя 2 дня Симион потребовал аннулировать результаты выборов, сославшись на «внешнее влияние государственных и негосударственных субъектов» в качестве основания для аннулирования, проведя параллели с предыдущей отменой судом выборов декабря 2024 года из-за предполагаемого вмешательства России, назвав выборы «фарсом».
Основатель Telegram Павел Дуров заявил 18 мая, что весной 2025 года во Франции на него оказывалось давление с целью заставить Telegram удалить некоторые «консервативные» сообщения во время президентских выборов в мае 2025 года. Министерство иностранных дел Франции официально опровергло это в своём заявлении. После этого опровержения Дуров обвинил Николя Лернера, генерального директора Департамента внешней безопасности в том, что тот поручил ему осуществить эту цензуру. Он не предоставил никаких доказательств ни одного из этих обвинений.
Партия «Альянс за союз румын» также заявила в заявлении, опубликованном 26 мая 2025 года, что Николя Лернер «скрытно» посетил Румынию перед вторым туром выборов. Позже эти новости были опровергнуты Службой внешней разведки Румынии, назвав их «попытками манипуляции и дезинформации», и главным управлением внешней безопасности Франции. 22 мая Конституционный суд отклонил жалобу Симиона и подтвердил первоначальные результаты, тем самым признав избрание Дана действительным. 26 мая Никушор Дан вступил в должность президента.

### Международная
Несколько лидеров со всей Европы поздравили Дана с его избранием; среди них были президент Франции Эмманюэль Макрон, президент Украины Владимир Зеленский, президент Молдовы Майя Санду, премьер-министр Армении Никол Пашинян и председатель Европейской комиссии Урсула фон дер Ляйен.
Пресс-секретарь президента России Владимира Путина Дмитрий Песков отметил, что выборы прошли «по меньшей мере странно», поскольку победитель определился «в отсутствие фаворитного кандидата», можно предположить, что Россия не признала победу Никушора Дана. Генеральный директорат внешней безопасности Франции опроверг заявление Симиона и основателя Telegram Павла Дурова о вмешательстве в выборы.

### Комментарии
1. ↑  Поддержан:

 ·      Партией справедливости и уважением в Европе для всех
 ·      Партией народного движения
 ·      Силами правых
 ·      Обновлением европейского проекта Румынии
2. ↑  Номер в бюллетене
3. ↑  В праздничные дни